# Duiliu Zamfirescu
Pour les articles homonymes, voir Zamfirescu.
Duiliu Zamfirescu, né le 30 octobre 1858 dans le Județ de Vrancea et mort le 3 juin 1922 à Agapia dans le județ de Neamț, est un écrivain, poète, journaliste, avocat, magistrat et homme politique roumain. Il était membre et vice-président de l'Académie roumaine.
Duiliu Zamfirescu fit des études de journalisme et de droit à la faculté de droit de l'université de Bucarest et obtint son diplôme en 1880. 
Duiliu Zamfirescu fut nommé procureur à Hârșova et à Târgoviște. Il fut également avocat et rédacteur en chef de journal România Liberă. 
En 1885, Il participe avec succès à un concours au ministère des Affaires étrangères, et commence une carrière diplomatique. Il est secrétaire de la légation à Rome, jusqu'au 1906, connaissant parfaitement l'italien et le français, avec des périodes intermédiaires dans d'autres légations roumaines, notamment à Athènes, à Istanbul et à Bruxelles.
En 1906, il revient en Roumanie et devient secrétaire général du ministère des Affaires étrangères.
Après la Première Guerre mondiale, le général et Premier ministre Alexandru Averescu, le nomme ministre des Affaires étrangères.
Admirateur enthousiaste de Léon Tolstoï, il a commencé à travailler sur une monographie entièrement consacrée à ce dernier (dont des extraits ont d'abord été publié en 1892 dans Convorbiri Literare. Avec son recueil de poésie Alte orizonturi (« Autres Horizons »), Duiliu Zamfirescu entra dans une phase prolifique de sa carrière littéraire en 1894.
Il écrit des poèmes, des histoires courtes, des nouvelles et des pièces de théâtre, mais sa plus importante contribution à la littérature roumaine est le cycle romanesque de Comăneștenilor, comprenant une saga de plusieurs romans Viața la țară, Tănase Scatiu, dans Război et Îndreptări et Anna.
Influencé par le mouvement poétique français Parnasse et le romantisme, Duiliu Zamfirescu s'est défini dans un néo-classicisme opposé au courant littéraire défendu par la revue Sămănătorul. 
Son buste s'élève dans le parc Cișmigiu à Bucarest.

## Œuvres
- Fara titlu (Sans titre), 1883
- Imnuri pagane (Hymnes païens), 1897
- Poezii noua (Poésies nouvelles), 1899
- Romanul Comăneștenilor, 1894-1910
- In rĕsboiŭ, 1902
- L'âme des guerres passées et présentes, 1914
- La vie dans le pays, 1967

## Couvertures

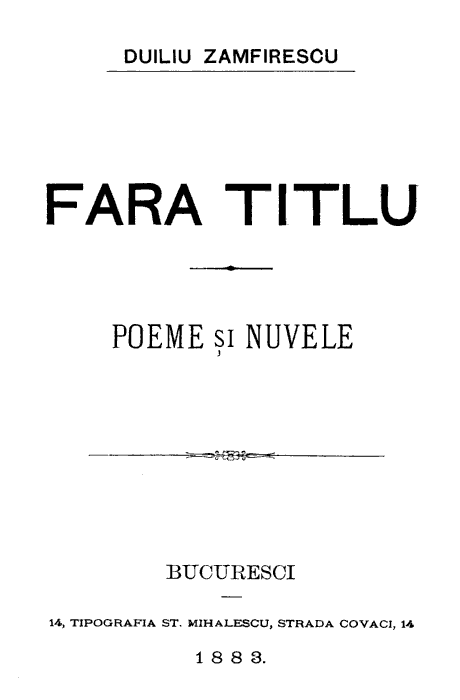
1883
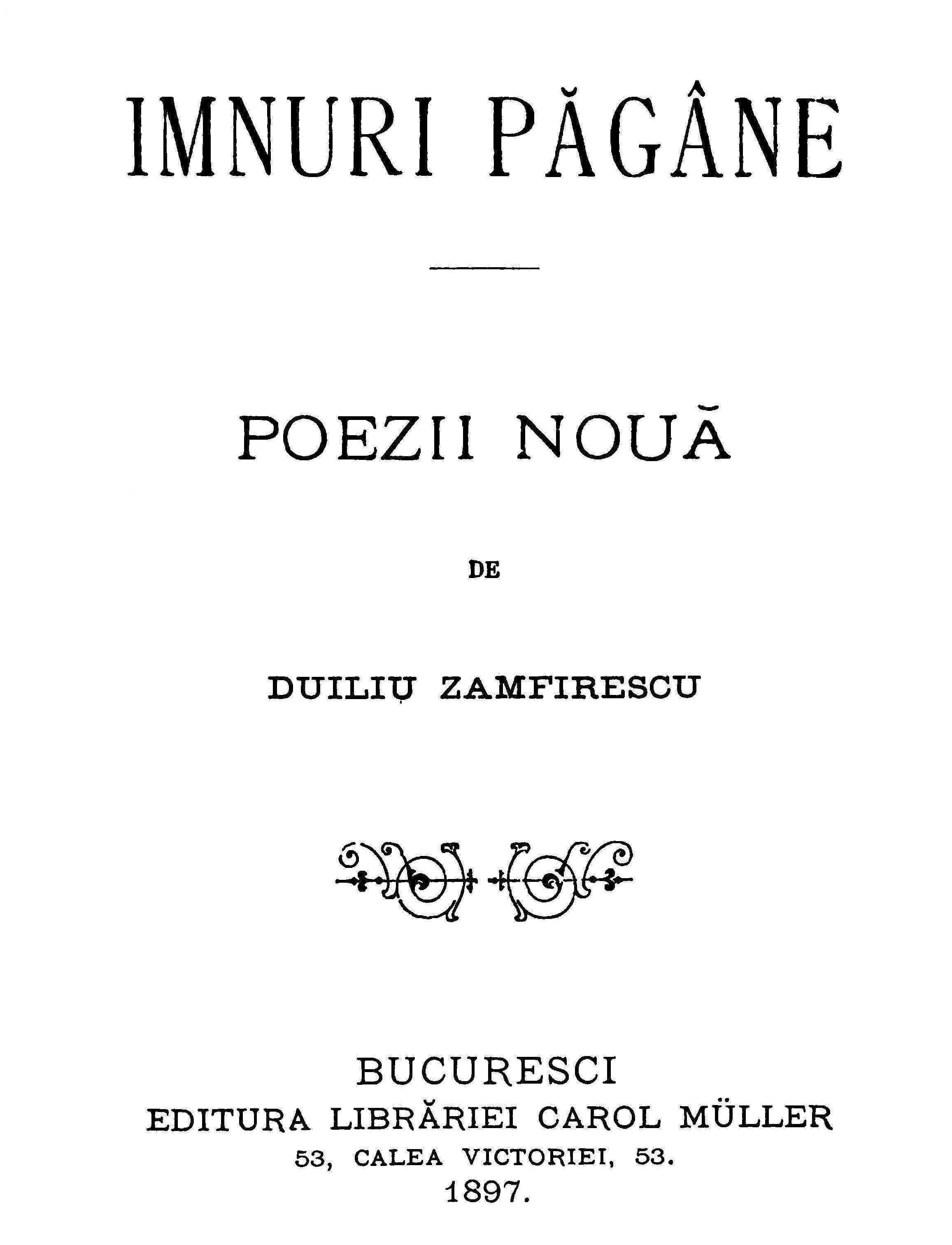
1897
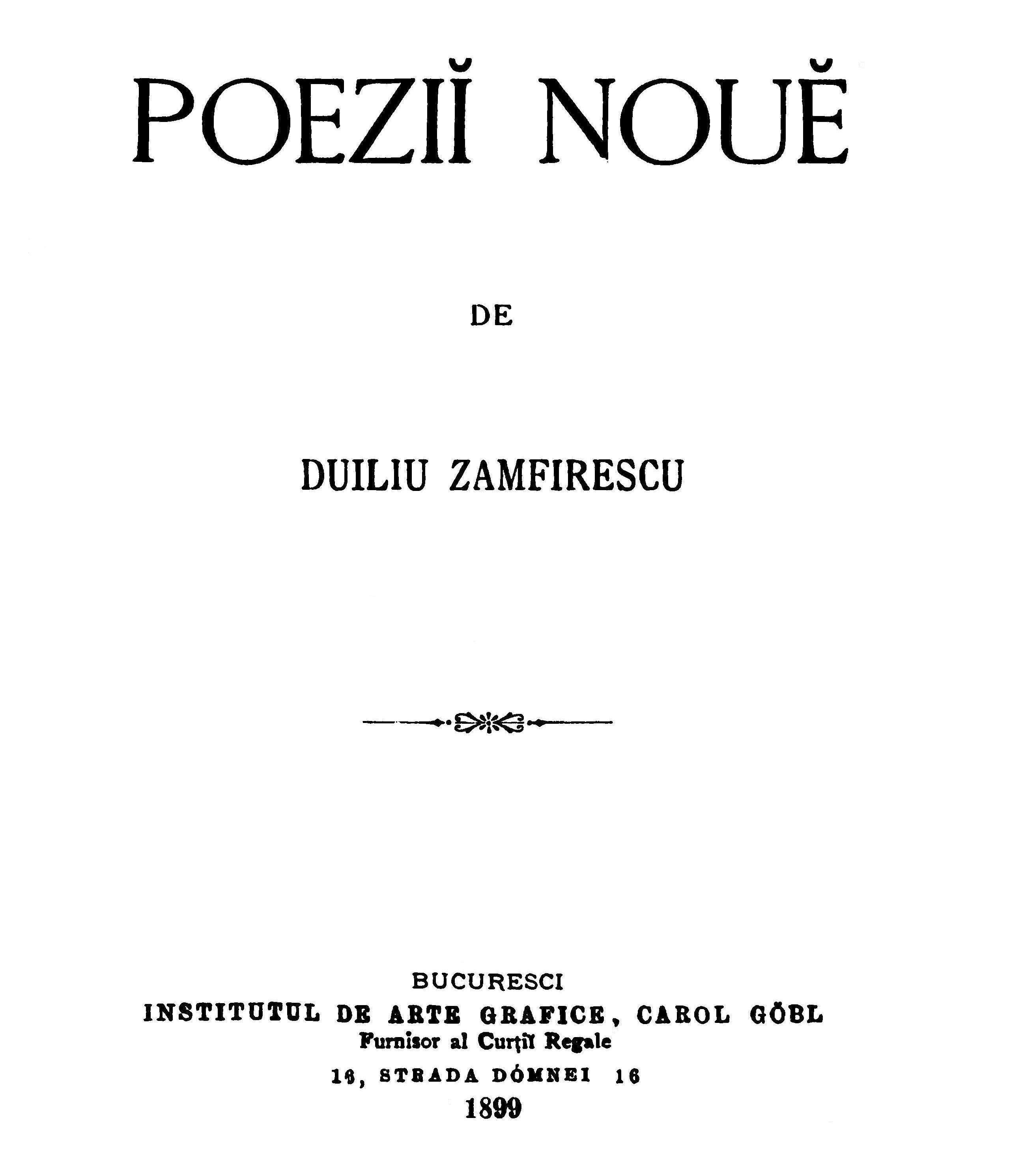
1899
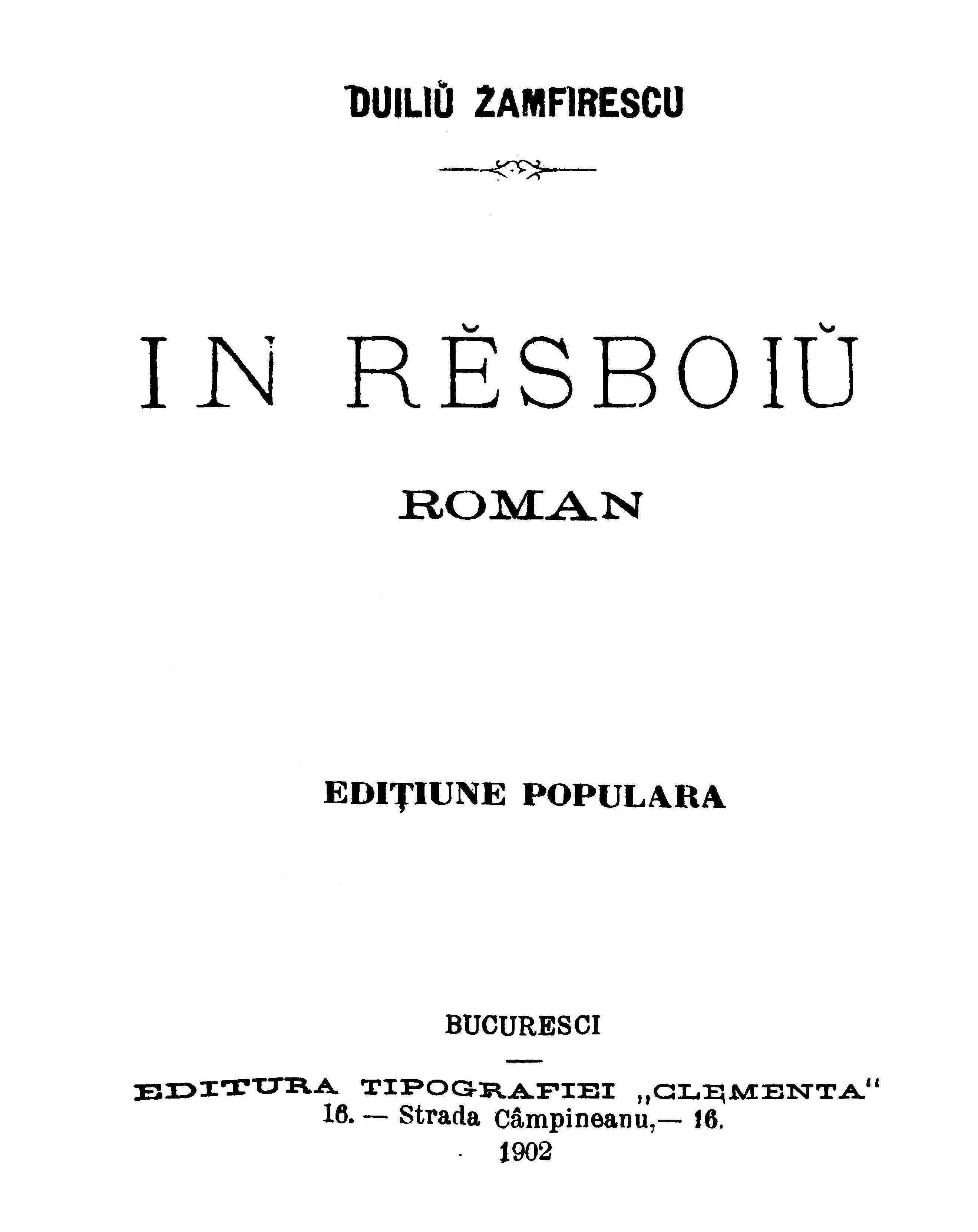
1902